# Шибгандж (подокруг, Богра)
Шибгандж (бенг. শিবগঞ্জ, англ. Shibganj) — подокруг на севере Бангладеш. Входит в состав округа Богра. Административный центр — город Шибгандж. Площадь подокруга — 314 км². По данным переписи 1991 года численность населения подокруга составляла 312 773 человека. Плотность населения равнялась 992 чел. на 1 км². Уровень грамотности населения составлял 24,1 %. Религиозный состав: мусульмане — 94,46 %, индуисты — 5,39 %, прочие — 0,15 %.